# Abapeba wheeleri
Abapeba wheeleri är en spindelart som först beskrevs av Alexander Petrunkevitch 1930.  Abapeba wheeleri ingår i släktet Abapeba och familjen flinkspindlar.
Artens utbredningsområde är Puerto Rico. Inga underarter finns listade i Catalogue of Life.